# Lucídio Vimaranes
Lucídio Vimaranes (décédé c. 922) était le deuxième comte de Portugal au sein du Royaume des Asturies, qui était divisé intérieurement en plusieurs provinces appelées « comtés ». Portus Cale était l'un de ces comtés qui furent incorporés au Royaume en tant que nouvelle terre conquise sur les Maures. Bien que la filiation de Lucídio ne soit confirmée par aucune source, tous les historiens conviennent que, sur la base de son patronyme peu commun, il était très probablement le fils de Vímara Peres,. À la mort de son père, le roi Alphonse III des Asturies lui confia le gouvernement du comté conjointement avec le comte Hermenegildo Gutiérrez auquel succéda son fils Gutier Menéndez. Au XIe siècle, son arrière-petit-fils, le comte Alvito Nunes, a initié une deuxième période au cours de laquelle la famille a gouverné le comté de Portugal après avoir succédé au comte Mendo II Gonçalves, fils du comte Gonzalo Menéndez.
Il gouverna comme vassal une partie du territoire de Lugo en 910, et l'année suivante apparaît comme « maître » à Dume. Lucídio était membre de la Curia Regis et à ce titre, a confirmé plusieurs chartes royales entre 887 et 917.

## Mariage et descendance
Il épousa Gudilona Mendes (décédée après 915). Sa filiation n'a pas été confirmée et l'historien António Fernandes Almeida estime qu'elle était probablement la fille de Hermenegildo Gutiérrez, bien que José Mattoso souligne qu'il n'y a aucune preuve documentaire soutenant cette relation. Tous deux apparaissent ensemble en 915 en faisant don de Fermoselhe à la Cathédrale de Coimbra,,.
Ils étaient les parents de :
- Tedón Lucídiz[4] ;
- Vermudo Lucídiz[4] ;
- Alvito Lucides a épousé Munia Dias, fille du comte Diogo Fernandes et sœur de Mumadona Dias[7]. Leur fils, Lucidio Alvites était le père d'Onega Lucídiz, la seconde épouse du comte Rodrigo Velázquez qui fut vaincu par son rival, le comte Gonzalo Menéndez dans le Bataille d'Aguioncha[8]. Cette Onega (également orthographiée Onneca) est souvent confondue avec son homonyme, l'épouse du comte Diogo Fernandes susmentionné[9] ;
- Rodrigo Lucídiz[4].